# Laterina
Laterina est une commune italienne de la province d'Arezzo, dans la région Toscane.

## Administration
| Période                                  | Période | Identité | Étiquette | Qualité |
| ---------------------------------------- | ------- | -------- | --------- | ------- |
|                                          |         |          |           |         |
| Les données manquantes sont à compléter. |         |          |           |         |

### Hameaux
Ponticino,Casanuova,Vitereta

### Communes limitrophes
Arezzo, Castiglion Fibocchi, Civitella in Val di Chiana, Pergine Valdarno, Terranuova Bracciolini

## Sport
- Coppa Guinigi